# Hermann Traugott Fritzsche senior

Hermann Traugott Fritzsche sen.

Hermann Traugott Fritzsche (* 13. Februar 1809; † 17. September 1887 in Leipzig) war ein deutscher Kaufmann und Inhaber der Firma Schimmel & Co..

## Leben
Hermann Traugott Fritzsche war zunächst Inhaber der väterlichen Firma Pezold & Fritzsche, die in Leipzig Arzneidrogen und Chemische Produkte vertrieb. Am 1. September 1854 übernahm er mit finanzieller Unterstützung seines Freundes Johann Erdmann Ferdinand Sechtling die Firma Schimmel & Co., die er in kurzer Zeit zu einem florierenden Unternehmen mit weltweitem Vertriebsnetz ausbaute. 
1871 eröffnete sein Sohn Paul Traugott Fritzsche in New York eine Zweigniederlassung. 1873 begann Hermann Traugott Fritzsche mit der Produktion ätherischer Öle. Da er erkannte, dass die Herstellung dieser Produkte nur in enger Zusammenarbeit mit wissenschaftlicher Forschung Erfolg versprach, eröffnete Fritzsche als erster seiner Branche 1879 ein firmeneigenes industrielles Versuchslabor, das die Produktion natürlicher ätherischer Öle mit der Herstellung künstlicher Riech- und Aromastoffe verband. Dadurch wurde Fritzsches Firma in diesem aufstrebenden Wirtschaftszweig zum Weltmarktführer.
Für seine Verdienste um die Sächsische Wirtschaft wurde Hermann Traugott Fritzsche zum Geheimen Kommerzienrat ernannt. Nach sechzigjähriger Berufstätigkeit trat er 1883 in den Ruhestand. Er war verheiratet mit Henriette Luise Magnus (1820–1897). Seine Söhne Hermann Traugott Fritzsche junior und Ernst Traugott Fritzsche führten das Unternehmen erfolgreich fort.
Nach seinem Tod wurde Hermann Traugott Fritzsche in der Familiengrabstätte auf dem Neuen Johannisfriedhof in Leipzig beigesetzt. Der Nachfolger in der Firmenleitung war sein ältester Sohn.

## Charakteristik
Der Grundzug seines Wesens war Schlichtheit und Bescheidenheit, und diese Eigenschaften hat er sich auch bis in die Zeit bewahrt, wo er reiche Früchte seines Fleißes genießen konnte. Er war kein blendender Vertreter des Geschäfts nach außen hin, aber ein organisatorisches Talent und ein Meister der Feder, wie es wenige gegeben hat. An Wissen und Können vielen seiner Zeitgenossen weit überlegen, ist er doch immer bescheiden im Hintergrund geblieben und hat mit lebhaftem Unwillen auf das Strebertum, die Sucht nach schnellem Gewinn, herabgeblickt, die in den letzten Jahrzehnten seiner Tätigkeit so üppige Blüten trieb.